# Año Mundial de los Refugiados
El Año Mundial de los Refugiados fue proclamado por la Asamblea General de las Naciones Unidas mediante la resolución 1285 (XIII) del 5 de diciembre de 1958. Este año de celebración fue diseñado para desarrollarse entre mediados de 1959 y de 1960, con el objetivo de aumentar la conciencia internacional sobre la problemática de los refugiados y promover acciones concretas para atender sus necesidades. Posteriormente, la resolución 1390, adoptada el 20 de noviembre de 1959, reafirmó el compromiso de los Estados miembros para apoyar esta causa. Ambas resoluciones llamaron a los países a centrar su interés en los problema de los refugiados, aumentar las contribuciones financieras internacionales y promover soluciones permanentes, como el reasentamiento, la integración o el retorno voluntario, siempre respetando los deseos de los refugiados.
Esta designación fue impulsada principalmente por líderes religiosos de distintas confesiones, para restablecer la atención sobre la los refugiados y movilizar esfuerzos globales hacia su solución. La proclamación abordaba las necesidades de aproximadamente 15 millones de refugiados de diversas regiones del mundo, entre los que se encontraban personas desplazadas en Europa tras la Segunda Guerra Mundial, refugiados de países del Telón de Acero, refugiados palestinos en Oriente Medio, refugiados argelinos en el norte de África, refugiados chinos en Hong Kong y refugiados tibetanos. La ONU consideró esta acción como una respuesta urgente y solidaria ante una de las mayores crisis humanitarias de la época, marcada por los desplazamientos masivos provocados por conflictos políticos y sociales.

## Actividades y alcance
Durante el Año Mundial de los Refugiados, se emprendieron diversas iniciativasllevaron para movilizar recursos y mejorar las condiciones de vida de los refugiados. En Estados Unidos, el Comité Nacional para los Refugiados propuso un programa que incluyó la asignación de 10 millones de dólares adicionales en financiamiento federal, el suministro de excedentes agrícolas, la aprobación de legislación para permitir la entrada de 20,000 refugiados adicionales cada año y la intensificación de las actividades de recaudación de fondos por parte de agencias voluntarias. En Asia, las organizaciones humanitarias desarrollaron programas de alimentación y vivienda en lugares como Hong Kong, donde la sobrepoblación y la pobreza eran críticas. También se establecieron proyectos piloto en Vietnam y Corea para integrar económicamente a las comunidades desplazadas mediante cooperativas de crédito y programas de capacitación.
En Europa, aunque el número de refugiados había disminuido respecto al periodo inmediato tras la Segunda Guerra Mundial, se identificó una población residual que continuaba necesitando apoyo, en su mayoría personas mayores y enfermas. Los esfuerzos incluyeron tanto la asistencia directa como la promoción de la integración en las sociedades anfitrionas.
Durante este periodo, también se buscó sensibilizar a la opinión pública mundial sobre la magnitud de los problemas que enfrentaban estas comunidades. En países como Inglaterra y Noruega, las campañas de recaudación lograron resultados notables, destacándose por su capacidad de movilizar fondos adicionales para la causa. Aunque no se esperaba resolver la problemática global de los refugiados en un solo año, la iniciativa consolidó un compromiso global hacia la búsqueda de soluciones duraderas.